# 常熟市
常熟市（じょうじゅく/チャンシュー-し、拼音: Chángshú）は中華人民共和国江蘇省に位置する省直轄の県級市であり、しばらく蘇州市に代理管轄されている。

## 地理
常熟市は江蘇省の東南部、上海の西側南通の南側。

## 歴史
南朝梁に県が設置され、土地が肥沃なことから常熟の名がつけられた。元代には州に昇格したが、明代にはまた県に降格された。清代には人口増加から、常熟県と昭文県に分割された。1912年、再度合併され、1950年から1958年まで市制が施行されたがその後県に戻され1983年に県級市に再度昇格し現在に至る。

## 経済
紡績、機械、エレクトロニクスなどの工業が発達している。

## 行政区画
- 街道：虞山街道、常福街道、琴川街道、莫城街道、碧渓街道、東南街道
- 鎮：梅李鎮、海虞鎮、古里鎮、沙家浜鎮、支塘鎮、董浜鎮、辛荘鎮、尚湖鎮

## 文化
常熟は多くの蔵書家を生んだことで知られる。明の趙琦美の脈望館にはじまり、銭謙益の絳雲楼、毛晋の汲古閣、銭曽の述古堂、瞿氏の鉄琴銅剣楼などの著名な蔵書楼が建てられた。

## 交通

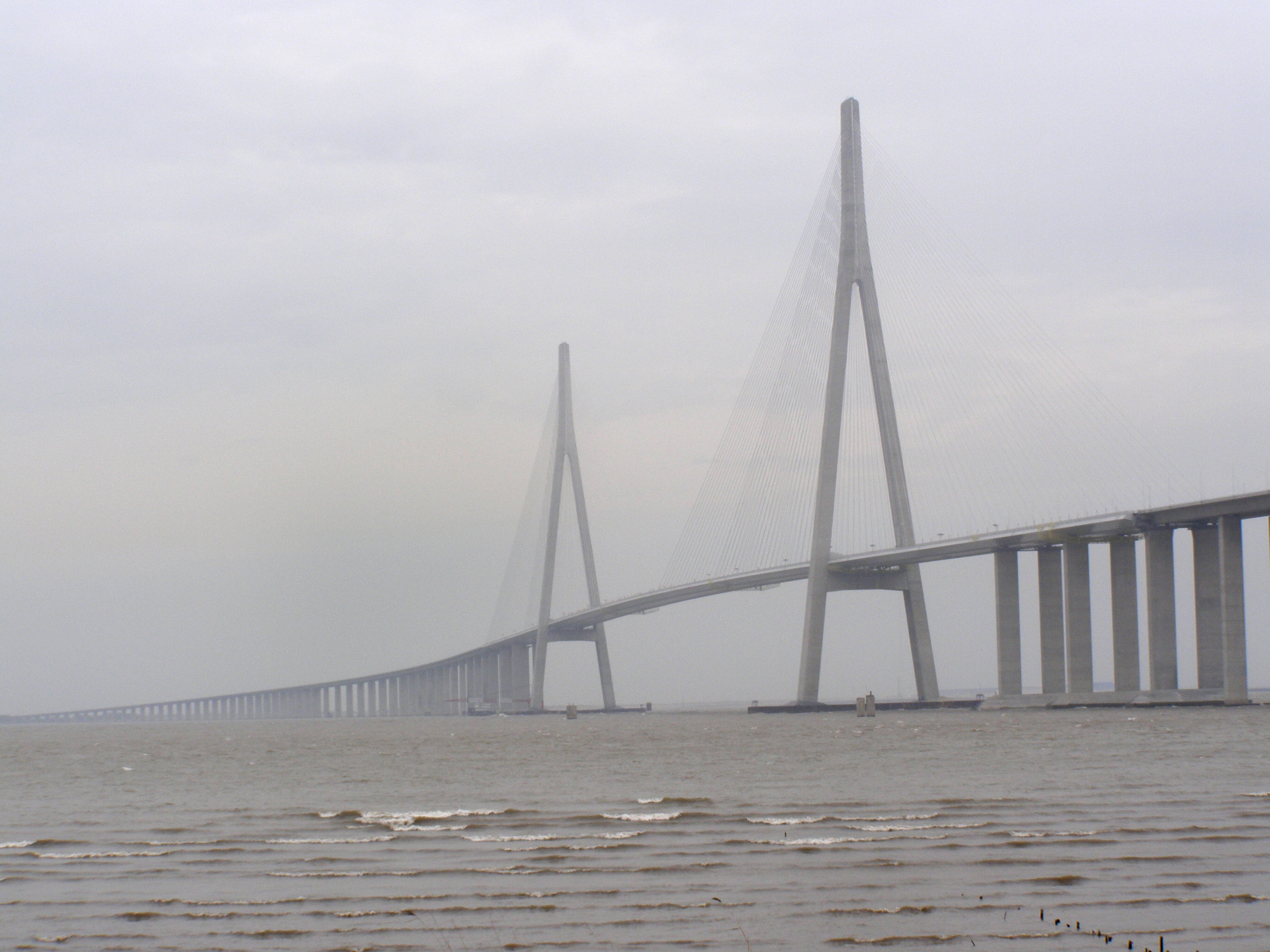
長江対岸の南通市とを結ぶ瀋海高速道路蘇通長江公路大橋

### 道路
- 高速道路
  - 瀋海高速道路
  - 常台高速道路
  - 常嘉高速道路
  - 常合高速道路
- 国道
  - G204国道

### 鉄道
- 常熟駅（中国語版） - 滬蘇通線（中国語版）・滬寧沿江高速鉄道

## 姉妹都市・友好都市
- ウィッティア（アメリカ合衆国カリフォルニア州ロサンゼルス郡）
- バーナビー（カナダ ブリティッシュコロンビア州）
- 綾部市（日本 京都府）
- 薩摩川内市（日本 鹿児島県）
  - 1991年7月26日 川内市（当時）と常熟市の間で友好都市締結
  - 2005年4月15日 薩摩川内市と常熟市の間で友好都市再締結
- タウンズビル（オーストラリア クイーンズランド州）

## 出身者
- 黄公望（1269年 - 1354年）
- 銭謙益（1582年 - 1664年）
- 翁同書（1810年 - 1865年）
- 翁同龢（1830年 - 1904年）